# Distretto di Germencik
Il distretto di Germencik (in turco Germencik ilçesi) è uno dei distretti della provincia di Aydın, in Turchia.
| Controllo di autorità | VIAF (EN) 251945748 · LCCN (EN) n2012047224 |